# Liste des commandants des cadets de l'académie militaire de West Point

Insigne de l'académie militaire

Le commandant des cadets est l'officier à la tête du corps des cadets à l'académie militaire américaine de West Point, New York. Le commandant est à la tête du département de la tactique et, sous le surintendant, est responsable de l'administration, la discipline et l'entraînement militaire des cadets de l'académie. Exemple pour tous les élèves-officiers, le commandant est un diplômé de l'académie de caractère impeccable et qui a fait preuve de réussite à la fois dans l'excellence académique et dans le service militaire actif sur le terrain.
Au cours de la surintendance de Sylvanus Thayer, le corps de cadets a été organisé dans un bataillon de deux compagnies avec un officier de l'armée nommé commandant. En 1825, le bureau a été désigné comme commandant des cadets. William J. Worth a été le premier officier à porter le titre, bien qu'il ait assumé la fonction plusieurs années auparavant, suivant trois bataillons d'officiers antérieurs.
Se référant au bureau dans ses travaux sur le commandant Emory Upton, le professeur académique Peter Michie a écrit : « Son exemple devrait être celle du soldat idéal, officier et gentleman. Il devrait cultiver l'honneur martial chez les cadets jusqu'à ce qu'il atteigne une croissance vigoureuse. Il devrait réprimander avec la sévérité la première tendance à la prévarication ou à la malhonnêteté, en parole ou en acte. Avec un système de responsabilité partagée, qui repose finalement sur un ou deux camarades, il conviendrait de tout contrôler par des exactions strictes et croissantes. Pour faire de son gouvernement de succès, il devrait être doté des plus hautes qualités martiales dans des attitudes personnelles à l'exercice, et même dans chaque acte, tout en étant soumis à la vision de son corps »

## Les Commandants
| Rang | Début | Fin     | Nom                        | Promotion | Commentaire                                                                                        | Portrait                                                     | Référence |
| ---- | ----- | ------- | -------------------------- | --------- | -------------------------------------------------------------------------------------------------- | ------------------------------------------------------------ | --------- |
| 1    | 1817  | 1818    | George W. Gardiner         | 1814      | Tué lors du massacre de Dade (commandant en second de la force sous les ordres du commandant Dade) |                                                              | a[›]      |
| 2    | 1818  | 1819    | John Bliss                 | —         | |                                                              | a[›]      |
| 3    | 1819  | 1820    | John R. Bell               | 1812      | |                                                              | a[›]      |
| 4    | 1820  | 1828    | William J. Worth           | —         | |                                                              | a[›]      |
| 5    | 1829  | 1833    | Ethan A. Hitchcock         | 1817      | Major général                                                                                      |                                                              | a[›]      |
| 6    | 1833  | 1838    | John Fowle                 | —         | |                                                              | a[›]      |
| 7    | 1838  | 1842    | Charles Ferguson Smith     | 1825      | Major général                                                                                      |                                                              | a[›]      |
| 8    | 1842  | 1845    | John Addison Thomas        | 1833      | |                                                              | a[›]      |
| 9    | 1845  | 1852    | Bradford R. Alden          | 1831      | |                                                              | a[›]      |
| 10   | 1852  | 1854    | Robert S. Garnett          | 1841      | Brigadier général ; tué à la bataille de Corrick's Ford                                            |                                                              | a[›]      |
| 11   | 1854  | 1856    | William H.T. Walker        | 1837      | Major général ; tué à la bataille d'Atlanta                                                        |                                                              | a[›]      |
| 12   | 1856  | 1860    | William J. Hardee          | 1838      | Lieutenant général                                                                                 |                                                              | a[›]      |
| 13   | 1860  | 1861    | John F. Reynolds           | 1841      | Major général ; tué à la bataille de Gettysburg                                                    |                                                              | a[›]      |
| 14   | 1861  | 1861    | Christopher C. Augur       | 1843      | Major général                                                                                      |                                                              | a[›]      |
| 15   | 1861  | 1862    | Kenner Garrard             | 1851      | Brigadier général                                                                                  |                                                              | a[›]      |
| 16   | 1862  | 1864    | Henry Boynton Clitz        | 1845      | |                                                              | a[›]      |
| 17   | 1864  | 1864    | John C. Tidball            | 1848      | |                                                              | a[›]      |
| 18   | 1864  | 1870    | Henry M. Black             | 1847      | |                                                              | a[›]      |
| 19   | 1870  | 1875    | Emory Upton                | 1861      | Brigadier général                                                                                  |                                                              | a[›]      |
| 20   | 1875  | 1879    | Thomas H. Neill            | 1847      | Brigadier général                                                                                  | portrait de Thomas H. Neill en uniforme de brigadier général | a[›]      |
| 21   | 1879  | 1882    | Henry M. Lazelle           | 1855      | |                                                              | a[›]      |
| 22   | 1882  | 1888    | Henry C. Hasbrouck         | 1861      | |                                                              | a[›]      |
| 23   | 1888  | 1892    | Hamilton S. Hawkins        | —         | Membre de la promotion 1856 ; n'est pas diplômé                                                    |                                                              | a[›]      |
| 24   | 1892  | 1897    | Samuel M. Mills            | 1865      | |                                                              | a[›]      |
| 25   | 1897  | 1901    | Otto L. Hein               | 1870      | |                                                              | a[›]      |
| 26   | 1901  | 1905    | Charles Treat              | 1882      | |                                                              | a[›]      |
| 27   | 1905  | 1909    | Robert Lee Howze           | 1888      | Récipiendaire de la médaille d'honneur                                                             |                                                              | a[›]      |
| 28   | 1909  | 1911    | Frederick W. Sibley        | 1874      | |                                                              | a[›]      |
| 29   | 1911  | 1914    | Fred Winchester Sladen     | 1890      | Surintendant de l'académie militaire de West Point (1922-1926)                                     |                                                              | a[›]      |
| 30   | 1914  | 1916    | Morton F. Smith            | 1895      | |                                                              | a[›]      |
| 31   | 1916  | 1918    | Guy Vernor Henry           | 1898      | Médaillé olympique de bronze                                                                       |                                                              | a[›]      |
| 32   | 1918  | 1919    | Jens Bugge                 | 1895      | |                                                              | a[›]      |
| 33   | 1919  | 1923    | Robert M. Danford          | 1904      | |                                                              | a[›]      |
| 34   | 1923  | 1926    | Merch Bradt Stewart        | 1896      | Surintendant de l'académie militaire de West Point (1926-1928)                                     |                                                              | a[›]      |
| 35   | 1926  | 1929    | Campbell B. Hodges         | 1903      | |                                                              | a[›]      |
| 36   | 1929  | 1933    | Robert C. Richardson, Jr.  | 1904      | |                                                              | a[›]      |
| 37   | 1933  | 1936    | Simon Bolivar Buckner, Jr. | 1908      | |                                                              | a[›]      |
| 38   | 1936  | 1937    | Dennis E. McCunniff        | 1913      | |                                                              | a[›]      |
| 39   | 1937  | 1941    | Charles W. Ryder           | 1915      | |                                                              | a[›]      |
| 40   | 1941  | 1942    | Frederick Augustus Irving  | 1917      | Surintendant de l'académie militaire de West Point (1951-1954)                                     |                                                              | a[›]      |
| 41   | 1942  | 1943    | Philip E. Gallagher        | 1918      | |                                                              | a[›]      |
| 42   | 1943  | 1946    | George B. Honnen           | 1920      | |                                                              | a[›]      |
| 43   | 1946  | 1948    | Gerald J. Higgins          | 1934      | |                                                              | a[›]      |
| 44   | 1948  | 1951    | Paul D. Harkins            | 1929      | |                                                              | a[›]      |
| 45   | 1951  | 1952    | John K. Waters             | 1931      | |                                                              | a[›]      |
| 46   | 1952  | 1954    | John H. Michaelis          | 1936      | |                                                              | a[›]      |
| 47   | 1954  | 1956    | Edwin J. Messinger         | 1931      | |                                                              | a[›]      |
| 48   | 1956  | 1959    | John L. Throckmorton       | 1935      | |                                                              | a[›]      |
| 49   | 1959  | 1961    | Charles W.G. Rich          | 1935      | |                                                              | a[›]      |
| 50   | 1961  | 1963    | Richard G. Stilwell        | 1938      | |                                                              | a[›]      |
| 51   | 1963  | 1965    | Michael S. Davison         | 1939      | |                                                              | a[›]      |
| 52   | 1965  | 1967    | Richard P. Scott           | 1941      | |                                                              | a[›]      |
| 53   | 1967  | 1969    | Bernard W. Rogers          | 1943      | |                                                              | a[›]      |
| 54   | 1969  | 1972    | Sam S. Walker              | 1946      | |                                                              | a[›]      |
| 55   | 1972  | 1975    | Phillip R. Feir            | 1949      | |                                                              | a[›]      |
| 56   | 1975  | 1977    | Walter F. Ulmer            | 1952      | |                                                              | a[›]      |
| 57   | 1977  | 1979    | John C. Bard               | 1954      | |                                                              | a[›]      |
| 58   | 1979  | 1982    | Joseph P. Franklin         | 1955      | |                                                              | a[›]      |
| 59   | 1982  | 1984    | John H. Moellering         | 1959      | |                                                              | a[›]      |
| 60   | 1984  | 1987    | Peter J. Boylan            | 1961      | |                                                              | a[›]      |
| 61   | 1987  | 1989    | Fred A. Gorden             | 1962      | |                                                              | a[›]      |
| 62   | 1989  | 1992    | David A. Bramlett          | 1964      | |                                                              | a[›]      |
| 63   | 1992  | 1994    | Robert F. Foley            | 1963      | Récipiendaire de la médaille d'honneur                                                             |                                                              | a[›]      |
| 64   | 1994  | 1995    | Freddy E. McFarren         | 1966      | |                                                              | a[›]      |
| 65   | 1995  | 1997    | Robert J. St. Onge, Jr.    | 1969      | |                                                              | a[›]      |
| 66   | 1997  | 1999    | John P. Abizaid            | 1973      | |                                                              | a[›]      |
| 67   | 1999  | 2002    | Eric Olson                 | 1972      | |                                                              | a[›]      |
| 68   | 2002  | 2004    | Leo A. Brooks, Jr.         | 1979      | |                                                              | a[›]      |
| 69   | 2004  | 2006    | Curtis M. Scaparrotti      | 1978      | |                                                              | a[›]      |
| 70   | 2006  | 2008    | Robert L. Caslen, Jr.      | 1975      | Surintendant de l'académie militaire de West Point (2013-présent)                                  |                                                              | a[›]      |
| 71   | 2008  | 2009    | Michael S. Linnington      | 1980      | |                                                              | a[›]      |
| 72   | 2009  | 2011    | William E. Rapp            | 1984      | |                                                              | a[›]      |
| 73   | 2011  | 2012    | Theodore D. Martin         | 1983      | |                                                              | a[›]      |
| 74   | 2012  | 2014    | Richard D. Clarke          | 1984      | |                                                              | a[›]      |
| 75   | 2014  | 2016    | John C. Thomson III        | 1986      | |                                                              | a[›]      |
| 76   | 2016  | 2017    | Diana M. Holland           | 1990      | |                                                              | a[›]      |
| 77   | 2017  | 2019    | Steven W. Gilland          | 1990      | |                                                              | a[›]      |
| 78   | 2019  | 2021    | Curtis A. Buzzard          | 1992      | |                                                              | a[›]      |
| 79   | 2021  | 2023    | Mark Quander               | 1995      | |                                                              | a[›]      |
| 80   | 2023  | présent | Lori L. Robinson           | 1994      | |                                                              | [ 3 ]     |